# Орловець (селище)
Орлове́ць — селище в Україні, у Черкаському районі Черкаської області, підпорядковане Бобрицькій сільській громаді.
Населення села становить 41 особа, 29 дворів (2009; 58 осіб в 2007).

## Історія
Засновано хутір Орловець у 1921 році на базі колишньої панської економії, де знаходилися воловня, кузні, сараї. Саме в той час радянська влада на Канівщині наділяла незаможнім селянам ділянки землі. Так в урочищі Орлівець опинилися перші 52 сім'ї із сусідніх сіл. Хутір підпорядковувався Береснягівській сільській раді, після скасування якої — Козарівській сільраді.
Під час Голодомору 1932—1933 років загинуло від голоду 21 особа.
У період німецько-радянської війни загинуло на фронті 16 осіб.

## Населення

### Мова
Розподіл населення за рідною мовою за даними перепису 2001 року:
| Мова       | Кількість | Відсоток |
| ---------- | --------- | -------- |
| українська | 56        | 96.55%   |
| російська  | 2         | 3.45%    |
| Усього     | 58        | 100%     |